# Salvatore Urso
Salvatore Urso (Aci Sant'Antonio, 31 marzo 1925 – Aci Sant'Antonio, 6 gennaio 2017) è stato un politico e sindacalista italiano.

## Biografia
Inizia l'attività sindacale nella federazione coltivatori diretti di Catania e nel 1959 passa a dirigere quella di Siracusa. Nel 1967 è direttore della federazione catanese ed è poi nominato dal governo regionale vice presidente dell'Ente sviluppo agricolo.
Viene eletto deputato alla Camera dei Deputati nel 1972 per la lista della Democrazia Cristiana nella circoscrizione Sicilia orientale e viene riconfermato per altre cinque legislature: è stato deputato fino al 1994, aderendo nel gennaio di quell'anno al Partito Popolare Italiano. Sempre vicino alle posizioni di Nino Gullotti, è stato sindaco di Aci Sant'Antonio, suo paese natale, per oltre un ventennio.
Fu Sottosegretario di Stato alla Presidenza del Consiglio con delega per interventi straordinari nel Mezzogiorno nel I e II Governo Spadolini (3 luglio 1981-1 dicembre 1982) e sottosegretario alle Poste nel governo Fanfani V dal dicembre 1982 all'agosto 1983.